# Isaac Hayden
Isaac Scot Hayden (* 22. März 1995 in Chelmsford) ist ein englischer Fußballspieler. Der ballsichere und zweikampfstarke Abwehr- und zentral-defensive Mittelfeldspieler wurde in der Jugendakademie des FC Arsenal ausgebildet und kam 2013 erstmals in der ersten Mannschaft der „Gunners“ zum Einsatz. Seit 2016 steht er bei Newcastle United unter Vertrag und ist derzeit an den FC Portsmouth ausgeliehen.

## Karriere
Hayden durchlief die Nachwuchsabteilungen des FC Arsenal und wurde dort zu einem zweikampfstarken Verteidiger ausgebildet, der auch im Mittelfeld einsetzt werden kann. Er debütierte am 25. September 2013 im Ligapokal gegen West Bromwich Albion für die erste Mannschaft. Nach einem vielversprechenden Start in die Saison 2014/15 warf ihn eine Knöchelverletzung in seiner Entwicklung zurück. So blieb es bei nur einem weiteren Ligapokaleinsatz in diesem Jahr. Hayden, der für mehrere englische Nachwuchsnationalmannschaften auflief, wechselte dann im Sommer 2015 für eine komplette Saison auf Leihbasis zum Zweitligisten Hull City. Dort kam er häufiger zum Zug (wenngleich nicht selten nur per Einwechslung) und erzielte am 16. Januar 2016 beim 6:0-Kantersieg gegen Charlton Athletic sein erstes Tor im Profibereich.
Im Juli 2016 wechselte Hayden auf fester Vertragsbasis zu Newcastle United und unterschrieb einen bis 2021 gültigen Vertrag. Mit seiner neuen Mannschaft stieg der Mittelfeldspieler (33 Ligaspiele / 2 Tore) in der Saison 2016/17 in die Premier League auf. In der höchsten englischen Spielklasse kam er in den kommenden Spielzeiten regelmäßig zum Einsatz, ehe eine Verletzung im Dezember 2021 dafür sorgte, dass er in der Rückrunde der Premier League 2021/22 nicht mehr eingesetzt wurde.
Anfang Juli 2022 verlieh Newcastle United den 27-Jährigen für die gesamte EFL Championship 2022/23 an den Premier-League-Absteiger Norwich City. In der Saison 2023/24 gehörte er zunächst wieder zum Kader von Newcastle, bestritt aber kein Spiel für den Verein. Anfang September 2023 folgte die nächste Leihe zum belgischen Erstdivisionär Standard Lüttich. Anfang Februar 2024 kehrte Hayden nach England zurück und wurde an die Queens Park Rangers verliehen. Im Januar 2025 wurde er für die restliche Saison an den Zweitligisten FC Portsmouth verliehen.